# Robert Pugh
Robert Pugh (* 1950 in Aberdare, Wales) ist ein britischer Schauspieler und Drehbuchautor.

## Leben
Robert Pugh absolvierte seine Ausbildung am Rose Bruford College of Theatre & Performance (orig.: Rose Bruford Training College of Speech and Drama) in London (u. a. mit Gary Oldman).
Pugh arbeitet hauptsächlich für das Fernsehen. Seinen wohl größten Bekanntheitsgrad erreichte er durch die Darstellung des fremdgehenden Ehemanns und Stadtrats in dem Film Grabgeflüster und als Segelmeister in dem Film Master & Commander – Bis ans Ende der Welt an der Seite von Russell Crowe. Wieder an der Seite von Russell Crowe war er 2010 in dem Film Robin Hood von Ridley Scott als Baron Baldwin zu sehen.

## Filmografie

### Als Drehbuchautor
- 1988: Better Days (TV)
- 1988: Ballroom (TV)
- 1989–1991: We Are Seven (TV)

### Als Schauspieler (Auswahl)
- 1981: Samen des Bösen (Inseminoid)
- 1983: Woodentop
- 1984: Amy
- 1985: Brookside (Seifenoper)
- 1986–1987: Casualty (Fernsehserie, 20 Folgen)
- 1991: Old Scores
- 1992: Inspektor Morse, Mordkommission Oxford (Inspector Morse, Fernsehserie, Folge: Absolute Conviction)
- 1994: Der Priester (Priest)
- 1995: Der Engländer, der auf einen Hügel stieg und von einem Berg herunterkam (The Englishman Who Went Up a Hill But Came Down a Mountain)
- 1995: Resort to Murder
- 1995: The Bill (Fernsehserie, Folge: Powerless)
- 1997: Drovers’ Gold
- 1997: Polizeiarzt Dangerfield (Dangerfield, Folge: Inappropriate Adults)
- 1997–1999: The Lakes (Fernsehserie)
- 1999–2020: Gerichtsmediziner Dr. Leo Dalton (Silent Witness, Fernsehserie, 5 Folgen)
- 1999: French & Saunders, Episode: Witless Silence
- 2000: Die Wunder des Taliesin Jones (The Testimony of Taliesin Jones)
- 2001: Enigma – Das Geheimnis (Enigma)
- 2002: Grabgeflüster – Liebe versetzt Särge (Plots with a View)
- 2002: Clocking Off (Fernsehserie)
- 2003: Master & Commander – Bis ans Ende der Welt (Master and Commander: The Far Side of the World)
- 2004: Hustle – Unehrlich währt am längsten (Hustle, Fernsehserie, 1 Folge)
- 2005: Königreich der Himmel (Kingdom of Heaven)
- 2005: Kinky Boots – Man(n) trägt Stiefel (Kinky Boots)
- 2005: New Tricks – Die Krimispezialisten (New Tricks, Fernsehserie, 1 Folge)
- 2005: Agatha Christie’s Marple (Fernsehserie, 1 Folge)
- 2005: Shameless (Fernsehserie)
- 2005: Mit offenen Karten (Agatha Christie's Poirot, Folge: Cards on the Table)
- 2006: Nürnberg: Nazis vor Gericht (Nuremberg: Nazis on Trial)
- 2006: Die Moormörderin von Manchester (Longford, Fernsehfilm)
- 2007: The Time of Your Life
- 2007: Die letzte Legion (The Last Legion)
- 2008: Torchwood, Episode: Adrift
- 2008: Lark Rise to Candleford (Fernsehserie, 2 Folgen)
- 2009: Blut, Schweiß und Tränen (Into the Storm)
- 2009: Suicide Man
- 2010: Der Ghostwriter (The Ghost Writer)
- 2010: West Is West
- 2010: Doctor Who (Fernsehserie)
- 2010: Robin Hood
- 2011: The Shadow Line (Fernsehserie)
- 2011: Death in Paradise (Fernsehserie, 1 Episode)
- 2012: Love Bite – Nichts ist safer als Sex (Love Bite)
- 2012–2013: Game of Thrones (Fernsehserie, 5 Folgen)
- 2013: The White Queen (Fernsehserie, 2 Episoden)
- 2014: Atlantis (Fernsehserie, 2 Episoden)
- 2015: Doctor Foster (Fernsehserie, 3 Episoden)
- 2016: Mr Selfridge (Fernsehserie, 9 Folgen)
- 2017: Knightfall (Fernsehserie, 2 Episoden)
- 2017: Vera – Ein ganz spezieller Fall (Vera, Fernsehserie, 1 Episode)
- 2018: Colette
- 2018: Jahrmarkt der Eitelkeiten (Miniserie)